# Alt St. Martin (Bamberg)
Die Kirche Alt St. Martin in Bamberg war eine gotische Kirche aus dem 14./15. Jahrhundert. Sie stand auf dem Maxplatz und wurde im Zuge der Säkularisation im Jahre 1805 abgerissen.

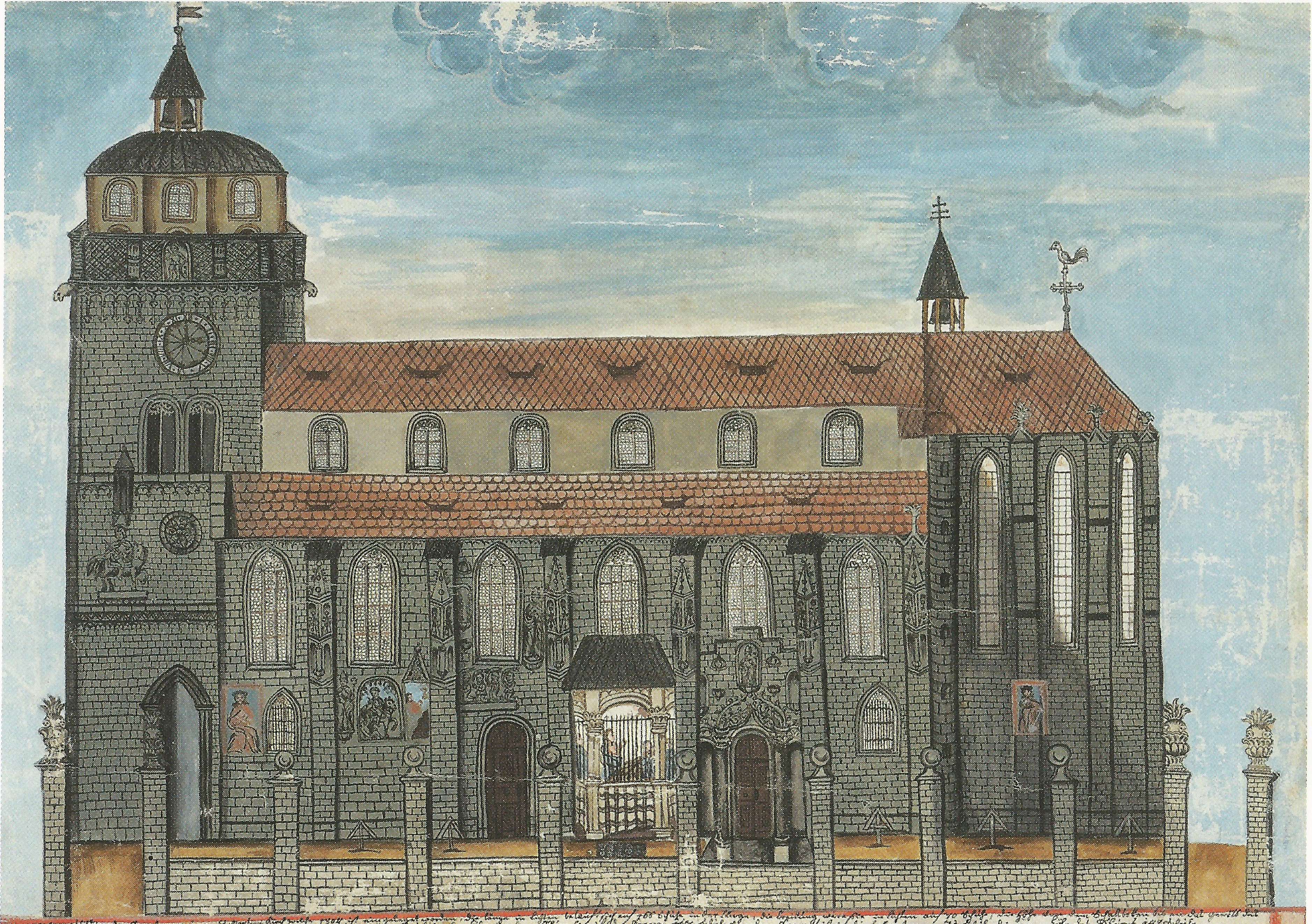
Ansicht der Stadtpfarrkirche Alt St. Martin vor dem Abbruch, Federzeichnung von Casper J. Stahl, 1804

## Geschichte
Die heute Alt St. Martin genannte Kirche stammte aus dem 14./15. Jahrhundert und war eine gotische Kirche mit einer Türmerstube im Turm. Neben der Oberen Pfarre beherbergte auch die Kirche St. Martin einen Türmer. Bei den Bambergern wurde sie auch Untere Pfarre genannt, als Gegenstück der Oberen Pfarre Zu unserer Lieben Frau. Man geht nach aktuellen Forschungen davon aus, dass es schon zwei Vorgängerbauten gegeben haben muss. Letzte Ausgrabungen im Jahre 1969 beim Bau einer Tiefgarage belegten Fundamente von 1340, wobei man von einem noch älteren Datum ausgehen kann, da in alten Schriften bereits im Jahre 1312 von einem „vicus dictus retro S. Martinum“ (Dorf hinter St. Martin) gesprochen wurde. Am Anfang lag dieses wohl noch hinter der damaligen Stadtmauer und wurde erst im 15. Jahrhundert mit einbezogen.

## Säkularisation, Umzug und Abriss
Das Hochstift Bamberg wurde im September 1802 als Entschädigung für an Frankreich verlorene links-rheinische Gebiete durch bayerische Truppen besetzt und vom Kurfürstentum Bayern übernommen. Am 25. Februar 1803 stimmte der Reichstag in Regensburg dem Reichsdeputationshauptschluss zu, durch den unter anderem die Annexion des Hochstifts Bamberg durch Bayern nachträglich gebilligt wurde. Eine Folge dieser Veränderungen war die Säkularisation, die auch für Bamberg einen großen Einschnitt im religiösen Leben bedeutete. Die kurfürstliche Regierung wies am 22. August 1803 die Universitätskirche der Gemeinde von Alt-St. Martin zu, um die „allzugroße Zerstreuung des Gottesdienstes in den unnötig vervielfältigten Kirchen“ zu begrenzen. Einwände seitens des Kuraten Limmer gegen einen Bezug der Universitätskirche blieben wirkungslos, und so zog die Kirchengemeinde am 25. September 1803 von der Martinskirche in die ehemalige Jesuitenkirche Zum Heiligsten Namen Jesu.

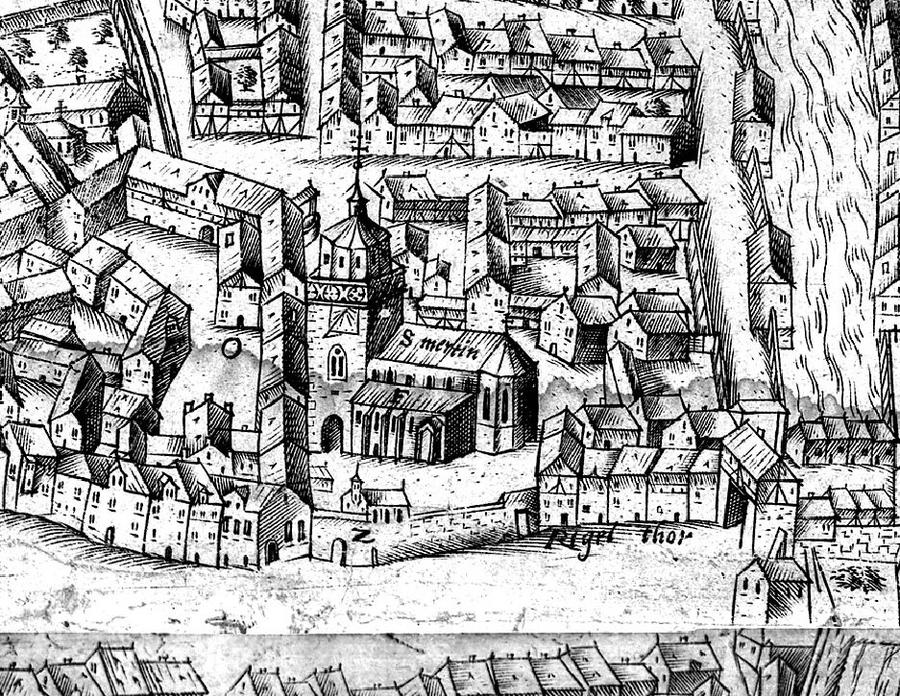
Ausschnitt aus dem Zweidlerplan von 1602 mit der abgegangenen Martinskirche auf dem nachmaligen Maxplatz.

Viele Teile der Kirchenausstattung wurden in die neue Pfarrkirche übertragen, etwa das Hochaltarbild, Glocken, Orgel, Paramente und Vasa Sacra. Eine Pietà, ein Vesperbild aus dem frühen 14. Jahrhundert, wurde in den rechten Seitenaltar der heutigen St.-Martins-Kirche übernommen. Auch traditionelle Andachten und die bei Alt-St. Martin ansässigen Bruderschaften erhielten eine Heimat in der neuen Kirche. Der Türmer von Alt St. Martin versah sein Amt ebenfalls in der neuen Kirche.
Die alte Kirche wurde 1805 abgerissen und die Jesuitenkirche wurde in St. Martin umbenannt; die ehemalige Martinskirche wird seitdem im Volksmund Alt St. Martin’ genannt.

## Grablegen
Die Stadtpfarrkirche St. Martin beherbergte zahlreiche Grabdenkmäler von Weihbischöfen des Bistums Bamberg und anderen kirchlichen Würdenträgern. Bei einer verheerenden Überschwemmung am 27./28. Februar 1784 stürzten die Gräber in der Kirche teilweise ein und wurden stark beschädigt. Die Bestattungen auf dem Kirchhof an der Kirche, 1311 erstmals erwähnt, wurden im Zuge der öffentlichen Hygienemaßnahmen im Jahre 1801 durch ein fürstbischöfliches Dekret verboten. Unter der ehemaligen Nikolauskapelle an der Abschlussmauer des Friedhofes befand sich  ein Beinhaus (Karner). Erwähnenswert ist, dass der Friedhof der Stiftskirche auf Grund des Pestjahres 1564 keinen ausreichenden Bestattungsraum mehr bot. Deshalb entschied man sich 1565, einen Friedhof beim Frauensiechhof in der Hallstadter Straße anzulegen. Die letzten Zeichen der alten Friedhofsmauer sind in Form von zwei steinernen Vasen auf Podesten, die den Maxplatz flankieren, noch erkennbar.

## Glocken
Nach aktuellen Erkenntnissen sind noch fünf Glocken vom Geläut der Alten Martinskirche erhalten bzw. bekannt. Diese wurden beim Abriss in die neue Martinskirche übernommen:

### Schutzengel- bzw. Martinsglocke
- Schlagton: hº + 1
- Durchmesser: 1,785 m
- Gewicht: ca. 3300 kg
- Guss: 1628 von Johannes Kopp in Forchheim (Zu den Gesamtkosten von 2011 fl gab Weihbischof Friedrich Förner 200 fl!)
- Joch: ehemaliges Eichenholzjoch mit den Inschriften „1 . 7 . 9 . 5 . Joseph Gruber“, „1897 Lotter“ und „1933 Lotter“ durch Stahljoch ersetzt; das historische Joch ist erhalten.
- Wappen: Amtswappen des Fürstbischofs Johann Georg II. Fuchs von Dornheim, Wappen des Weihbischofs Friedrich Förner;
- Relief: Heiliger Martin als Bischof mit dem Bettler und Schutzengel mit einem Kind Inschriften: „+ S. ANGELVS . CVSTOS . OMNIVM . ET . SINGVLORVM . INCOLARVM . CIVITATIS . BAMBERGENSIS 1628 / + EXVRGAT . DEVS . ET . DISSIPENTVR . INIMICI . EIVS . ET . FVGIANT . QVI . ODERVNT . EVM . A . FACIE . EIVS . SANCTE – DEVS . SANCTE FORTIS SANCTE . ET . IMMORTALIS . MISERERE NOBIS“[3] „IOHANES . KOPP . GOSS . / MICH . ZV . VORCHEIM / 1628 IESVS NAZARENVS REX IVDAE ORVM TITVLS TRIVMPHALIS LIBERET NOS AB OMNIBVS MALIS ECCE CRVCEM + DOMINI FVGITE PARTES ADVERSAE VICIT LEO DE TRIBV IVDA RADIX DAVID ALLELVIA“.[4]
- Besonderheit: Nach der Heinrichsglocke von 1311 im Bamberger Dom gilt sie mit einem Nachhall von 200 sec. als die klangschönste der Stadt.

### Seelsorgglocke (Pro cura animarum)
- Schlagton: c¹ ± 0
- Durchmesser: 1,505 m
- Gewicht: ca. 200 kg
- Guss: 1700 von Johann Conrad Roth in Forchheim
- Joch: Holzjoch 1983 durch Stahljoch ersetzt
- Relief: Heiliger Otto, heiliger Martin als Bischof mit Bettler und das Maria-Hilf-Bild
- Inschriften: „ANNO 1700 IST DIESE GLOCKEN VON DER KIRCHEN MITTELN GEMACHT WORDEN UND WAR DAMALS HERR DOCTOR IOHANN ERNST SCHVBERT . VIC . GENER . DEGANT BEY S. IACOB PFARRVERWESER BEY . S. MARTIN – HERR BVRGERMEISTER IOHANN IACOB ZVBER STIFTVNGS PFLEGER HERR BVRGERMEISTER VND OBEREINAMBS ZAHL MEISTER IOHANN GEORG WAGNER FABRIC PFLEGER DVRCH DAS FEVER BIN ICH GEFLOSSEN / IOHANN CONRAD ROTH HAD MICH / GEGOSSEN IN VORCHEIMB“

### 12-Uhr-Glocke
- Schlagton: gis ¹ + 7
- Durchmesser: 0,935 m
- Gewicht: ca. 450 kg
- Guss: 1700 von Johann Conrad Roth in Forchheim
- Joch: historisches Holzjoch
- Relief: Engelsköpfe, Ranken, Fruchtgehänge, Vesperbild
- Inschriften: „ANNO 1700 IST DIESE GLOCKEN VON KIRCHEN MITTELN GEMACHT WORDEN WAR DAMALS . HR . DOCTOR: / : IOHANN ERNST SCHVBERT VIC. GENER. DEGANT BEY S. IACOB VND PFARR VERWESER BEY . S. MARTIN IOHANN CONRADH RODH HAD / MICH GEGOSSEN IN VORCHEIM“

### Feuerglocke
Diese Glocke diente der Inselstadt als Feuer- und Alarmglocke, die vom Türmer geläutet wurde. Sie hängt separat ganz oben in der Laterne; 1945 ist sie bei Artilleriebeschuss gesprungen und wurde daher stillgelegt.
- Schlagton: ?
- Durchmesser: 1,32 m
- Gewicht: ?
- Guss: vermutlich Mitte des 14. Jahrhunderts, evtl. Gießhütte Nürnberg
- Joch: ?
- Relief: nicht vorhanden
- Inschriften: „ICH * RUEF * MIT * MEINEM * CLANG * ARM * VND * REICH * ZV * SAMM * ZV * FEVER * VND * ZV * NOTEN * SCHEDLEICH * LEVT * SCHOL * MAN * TOTEN“

### Neue Glocke
- Schlagton: h¹ + 3
- Durchmesser: 0,808 m
- Gewicht: ca. 300 kg
- Guss: 1700 von Johann Conrad Roth in Forchheim
- Joch: Holzjoch, datiert 1814
- Relief: Rankenfries, Fruchtgehänge, Vesperbild
- Inschriften: „1700 HR: BVRGER MEISTER IOHANN IACOB ZVBER STIFTVNGS PFLEGER . / HR. BVRGER MEISTER VND OBEREINAMBS ZAHLMEISTER IOHANN GEORG WAGNER FABRIC PFLEGER IOHANN CONRADH RODH HAD / MICH GEGOSSEN IN VORCHHEIM“

## Standort heute
Heute ist der Platz unbebaut und bietet Raum für Feste, Märkte sowie den Bamberger Weihnachtsmarkt. Ein Versuch, die Konturen der ehemaligen Martinskirche im Pflaster darzustellen, scheiterte bisher.
Die katholische Pfarrei St. Martin hat heute ca. 6000 Mitglieder.

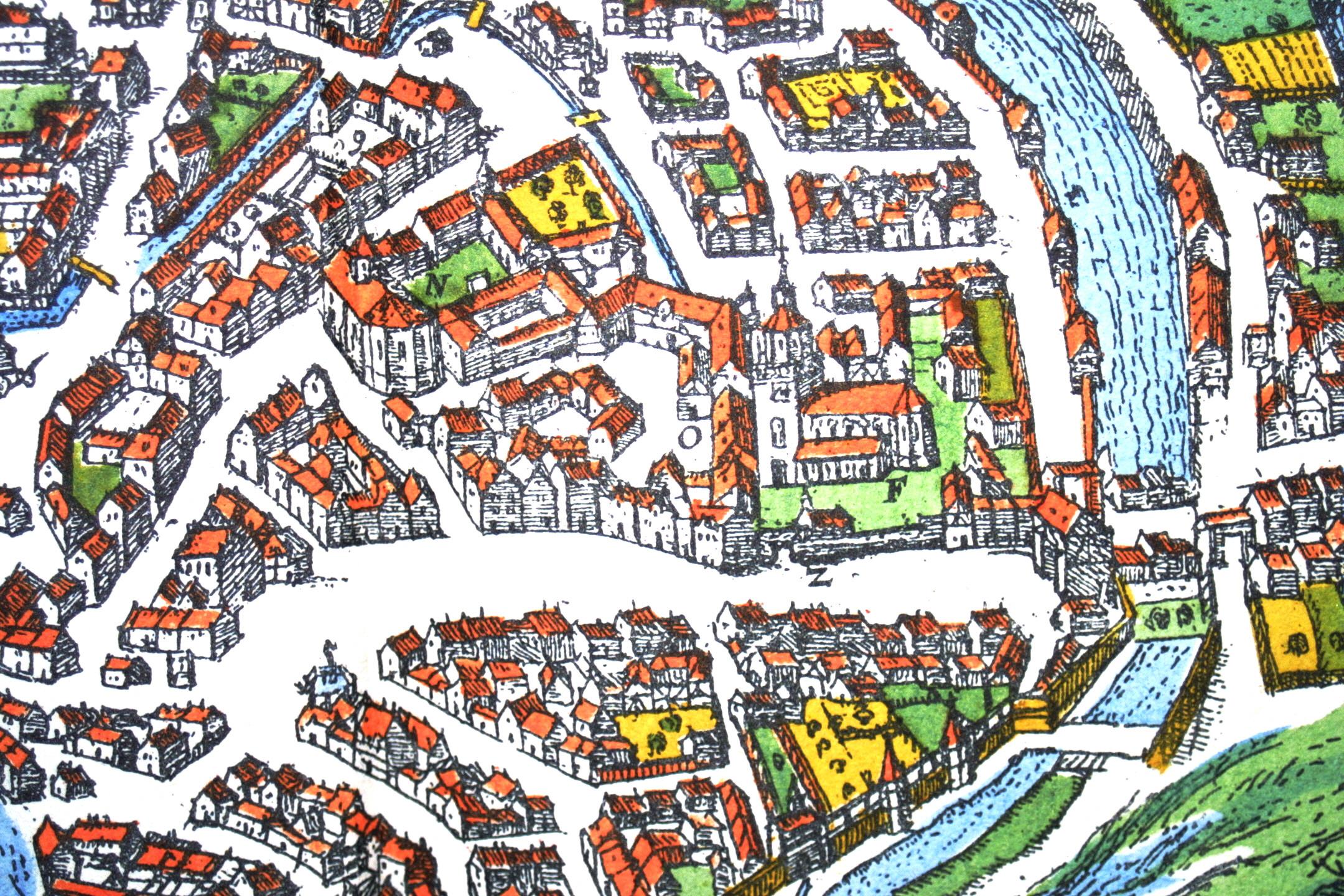
Alt St. Martinskirche, rechts auf dem Bild (Buchstabe F) in einer Farbfassung von Georg Braun und Franz Hogenberg